# Hypusine
L'hypusine est un acide aminé inhabituel présent chez tous les eucaryotes et les archées mais absent chez les bactéries. Son nom provient de sa structure, comprenant un résidu d'hydroxyputrescine lié à un résidu de lysine. La seule protéine connue contenant de l'hypusine est l'eIF5A (en) (facteur d'initiation eucaryotique (en) 5A) des eucaryotes, ainsi qu'une protéine voisine chez les archées.
Cette protéine est impliquée dans la biosynthèse des protéines en permettant la formation de la première liaison peptidique. La région environnant le résidu d'hypusine et très fortement conservée et est essentiellement au fonctionnement de l'eIF5A. L'hypusine et l'eIF5A apparaissent donc indispensables à la viabilité et à la prolifération des cellules eucaryotiques.
L'hypusine est formée sur l'eIF5A par modification post-traductionnelle sur l'un des résidus de lysine. Deux enzymes interviennent dans ce processus :
1. la désoxyhypusine synthase catalyse le clivage de la spermidine et le transfert de son résidu 4-aminobutyle sur le groupe ε-amine d'un résidu de lysine spécifique, ce qui forme de la désoxyhypusine et du 1,3-diaminopropane ;
2. la désoxyhypusine hydroxylase conduit à la formation d'hypusine en introduisant un groupe hydroxyle sur le résidu de désoxyhypusine.